# Gaidropsarus capensis
Gaidropsarus capensis är en fiskart som först beskrevs av Kaup, 1858.  Gaidropsarus capensis ingår i släktet Gaidropsarus och familjen lakefiskar. Inga underarter finns listade i Catalogue of Life.